# 岩城区
岩城区，是缅甸佤邦勐冒縣下辖的一个区。

## 地理
岩城区位于勐冒县东部，南接营盘区，西接联合区，西北接公明山区，北接王冷区，东接龙潭区，东南接中国云南省西盟县岳宋乡。

## 行政区划
岩城区下辖6乡：
- 岩城乡
- 新街乡
- 龙东乡
- 帕不隆乡[2]
- 永欧乡[3]
- 山东乡[3]